# کهنه گویه بالا
کهنه گویه بالا، روستایی از توابع بخش رانکوه شهرستان املش در استان گیلان ایران است.

## جمعیت
این روستا در دهستان شبخوس‌لات قرار دارد و براساس سرشماری مرکز آمار ایران در سال ۱۳۸۵، جمعیت آن ۲۸۵ نفر (۸۰خانوار) بوده‌است.